# Romanian International 2006
Die Romanian International 2006 fanden in Timișoara vom 23. bis zum 26. März 2006 statt. Der Referee war Lajos Csanda aus Ungarn. Das Preisgeld betrug 5.000 US-Dollar. Es war die 8. Austragung dieser internationalen Meisterschaften von Rumänien im Badminton.

## Austragungsort
- Complexul Sportiv Banu Sport, FC Ripensia Street 33

## Finalergebnisse
| Disziplin    | Sieger                              | Finalist                           | Ergebnis          |
| ------------ | ----------------------------------- | ---------------------------------- | ----------------- |
| Herreneinzel | Jan Vondra                          | Luka Petrič                        | 21:13 21:15       |
| Dameneinzel  | Petya Nedelcheva                    | Simone Prutsch                     | 21:12 21:11       |
| Herrendoppel | Vladimir Metodiev Stilijan Makarski | Georgi Petrov Blagovest Kisyov     | 22:20 21:19       |
| Damendoppel  | Petya Nedelcheva Diana Dimova       | Maja Tvrdy Maja Kersnik            | 21:13 21:11       |
| Mixed        | Stilijan Makarski Diana Dimova      | Vladimir Metodiev Petya Nedelcheva | 21:16 16:21 21:11 |